# Die Tugend unserer Väter
Die Tugend unserer Väter ist eine französische Filmkomödie aus dem Jahr 1976.

## Handlung
Valentin ist Juliens einziger Sohn. Doch er ist phlegmatisch und interessiert sich nicht für Mädchen. Der Versuch des Vaters, seinen schüchternen Sohn für Liebe und Ehe tauglich zu machen, endet mit einem familiären Fiasko.

## Rezension
„Leichtgewichtige, leicht ironische, oberflächliche Komödie.“